# Yamaçaltı, Şanlıurfa
Yamaçaltı là một xã thuộc thành phố Şanlıurfa, tỉnh Şanlıurfa, Thổ Nhĩ Kỳ. Dân số thời điểm năm 2011 là 1.646 người.